# 若奥·维埃拉
若奥·保罗·加西亚·维埃拉（葡萄牙語：João Paulo Garcia Vieira，1976年2月20日—）是一名葡萄牙竞走运动员。
他代表2004年夏季奥林匹克运动会葡萄牙队在20公里竞走中位列第十名并在2006年欧洲田径锦标赛中位列第三名。在2012年夏季奥林匹克运动会中，他在20公里竞走中以11名完赛。他在43岁时，成为2019年世界田径锦标赛最年长的奖牌得主，在50公里竞走中以第二名完赛。
他的双胞胎兄弟塞吉欧·维埃拉同样也是一名竞走运动员。